# Tatort: Totentanz
Totentanz ist ein deutscher Fernsehfilm aus der Krimireihe Tatort. Der vom Bayerischen Rundfunk produzierte Beitrag wurde am 13. Oktober 2002 im Ersten Programm der ARD erstgesendet. Es war der 32. Fall für das Ermittlerduo Batic und Leitmayr.

## Handlung
Im Münchner Szene-Club K2 stirbt die junge Schauspielerin Jenny Hellwig. Sie hat statt einer Ecstasy-Pille Zyankali geschluckt. Die Ermittler Ivo Batic und Franz Leitmayr vernehmen den DJ des Clubs DJ Lupo, der mit Jenny eine kurze Affäre hatte. Sie erfahren von ihm nicht nur die Identität des Opfers, sondern auch ihre Anschrift. Jenny lebte mit ihrer Sandkastenfreundin Tina Lehmann zusammen, die als Ärztin arbeitet und gerade ihre Doktorarbeit schreibt. Zum Freundestrio gehört auch der Künstler Frank Fischer, der mit Jenny im Club war. Die Befragungen bringen die Ermittler jedoch nicht weiter.
Über einen ehemaligen Schulfreund erhält Batic den Tipp, dass die Kunstfabrik, in der auch das K2 beheimatet ist, geschlossen werden soll. Eine mögliche Nachfolgehalle wäre das alte Walzwerk, um das neben K2-Inhaber Felix Schelski auch der Inhaber des Kulturzentrums Cucaracha Bernd Weinhold kämpft. Kürzlich wurden bei einer Razzia im Cucaracha jedoch Unmengen Drogen gefunden, sodass wahrscheinlich Schelski den Zuschlag für die Walzfabrik erhalten wird. Bernd Weinhold glaubt, dass Schelski ihm die Drogen untergeschoben hat und könnte nun mit einer Toten zum Gegenschlag ausgeholt haben. Jenny wiederum könnte von Schelskis Machenschaften gewusst und sich daher in Lebensgefahr gebracht haben.
Die Ermittler erfahren, dass Tina Lehmann als Doktorandin auch Zugang zum Giftschrank der Klinik hatte, in dem Zyankali aufbewahrt wird. Eine Untersuchung des Zyankali ergibt, dass geringe Mengen durch Mehl ersetzt wurden. Batic und Leitmayr folgen Tina Lehmanns Spur ins K2. Hier versetzt sie eine Tasse Kaffee mit einer Zyankali-Pille und will den Kaffee DJ Lupo geben, lässt die Tasse jedoch in der letzten Sekunde fallen. Zur gleichen Zeit sorgen die Sängerinnen des Cucaracha im K2 für Chaos, weil sie Buttersäure im Club verstreuen – die Ermittler haben sie erst darauf gebracht, das Image des Clubs aktiv zu schädigen. Tina flieht vor den Ermittlern aus dem Club, stellt sich später jedoch Batic. Sie gesteht, dass sie Zyankali aus der Klinik gestohlen hat. Gleichzeitig belastet sie Lupo als Mörder, habe Jenny ihr doch gesagt, dass Lupo ihr Mörder sei, sollte ihr etwas zustoßen. Sie hatte heimlich ein Tonband aufgenommen, in dem Lupo nicht nur sagte, dass er regelmäßig Drogen verkauft, sondern auch, dass auf Felix Schelskis Anweisung hin dem Cucaracha tatsächlich Drogen untergeschoben wurden. Mit dem Tonband wollte sie von Lupo 50.000 Euro erpressen, doch schaltete sich Felix Schelski ein und schloss mit Jenny einen „Lifestyle-Vertrag“ über 30.000 Euro ab, der die Erpressersumme legalisierte und in Kürze unterschrieben werden sollte. Lupo wiederum sagt aus, dass er seine Pillen bei Frank Fischer bezieht.
Frank Fischer ist wegen Drogenhandels vorbestraft, bezeichnet das Dealen jedoch als seine Jugendsünde. Große, regelmäßige Geldeingänge auf seinem Konto stellt er als die Einnahmen aus Kunstverkäufen dar. Die Ermittler finden bei ihm mehrere Videokassetten, die sein neues Kunstprojekt Visitors darstellen: Ohne ihr Wissen filmt er jeden Besucher in seinem Atelier. Ein Video zeigt ihn beim Sex mit Jenny, die am Ende von ihm eine hohe Geldsumme erhält. Als die Ermittler Frank zu dem Video befragen wollen, sehen sie zwei Türsteher Schelskis aus seinem Atelier kommen. Batic stellt beide Männer, während Leitmayr im Atelier den toten Frank findet. Tina Lehmann war bei ihm zum Besuch im Atelier, als die beiden Männer kamen und hatte sich hinter den Vorhängen versteckt. Sie sagt aus, dass beide Frank erschlagen hätten. Leitmayr stellt das Band sicher, das Frank im Rahmen des Visitors-Projekt laufen gelassen hatte, doch fehlt die entscheidende Mordsequenz, weil das Band zu dem Zeitpunkt abgelaufen war. Dennoch spielt er das Band den beiden Türstehern vor und die reagieren außer sich, dass ihre Unschuld durch den frühen Abbruch nicht erwiesen werden kann. Der Schlag auf den Halswirbel muss zudem von einem Profi ausgeführt worden sein bzw. von einer Person mit genauen anatomischen Kenntnissen. Es fehlt Tina jedoch ein Motiv für einen Mord.
In Frank Fischers Atelier findet Carlo eine Kassette, auf der sich ein Gespräch zwischen Tina und Jenny befindet. Aus ihm wird klar, dass Tina beim Physikum gemogelt hat und jemand an ihrer Stelle für sie schrieb. Tina hatte so ein Motiv für den Mord an Jenny und Frank, die beide davon wussten und sie erpressten. Im Selbstgespräch auf einem Friedhof gibt Tina zu, dass sie Frank erschlagen hat, als die beiden Männer fort waren. Sie hatte zuvor gehört, wie das Aufnahmeband zurückspulte. Jenny wiederum tötete sie mit einer der Zyankalipillen, die sie gestohlen hatte. In ihrer Wohnung finden die Ermittler einen Brief, in dem sie ankündigt, den Mörder von Jenny finden zu wollen. Zudem finden sie verbrannte Erinnerungsstücke, die annehmen lassen, dass Tina Selbstmord begehen will. Die Ermittler glauben, dass sie sich in einer Weise umbringen will, die Lupo für ihren Tod verantwortlich scheinen lässt. Batic und Leitmayr folgen ihr ins K2, wo Tina vor den Überwachungskameras glaubhaft inszeniert, dass Lupo ihr eine Pille übergibt – die letzte der drei Zyankali-Pillen. Batic kann Tina jedoch daran hindern, die Pille zu schlucken. Sie wird abgeführt und gesteht auch vor den Ermittlern den Mord an Jenny und Frank.

## Produktion
Totentanz wurde vom 5. Februar bis 8. März 2002 unter dem Arbeitstitel Die Kunstfabrik in München, darunter im Kunstpark Ost und auf dem Alten Südfriedhof, gedreht. Als Filmkulisse für den fiktionalen Szene-Club K2 fungierte der damalige Münchner Techno-Club KW – Das Heizkraftwerk. Die Nebenrolle des DJ Lupo übernahm Bela B., Mitglied der Gruppe Die Ärzte.
Die Erstausstrahlung von Totentanz am 13. Oktober 2002 auf Das Erste wurde von 7,23 Millionen Zuschauern gesehen und erreichte einen Marktanteil von 20,2 Prozent.

## Kritik
„Der Fall wirkt reichlich überfrachtet, das Team irgendwie überfordert“, befand TV Spielfilm, und fasste zusammen: „Mord auf dem Tanzboden? Kein Hit!“. tittelbach.tv nannte den Film „relativ oberflächlich. Das ist alles ganz gut anzuschauen […] aber das Spiel mit den audiovisuellen Medien übertreiben die Macher ein bisschen, genauso wie den Mythos von Sex & Drugs & Rock & Roll“.